# Ткачёв, Николай Фёдорович

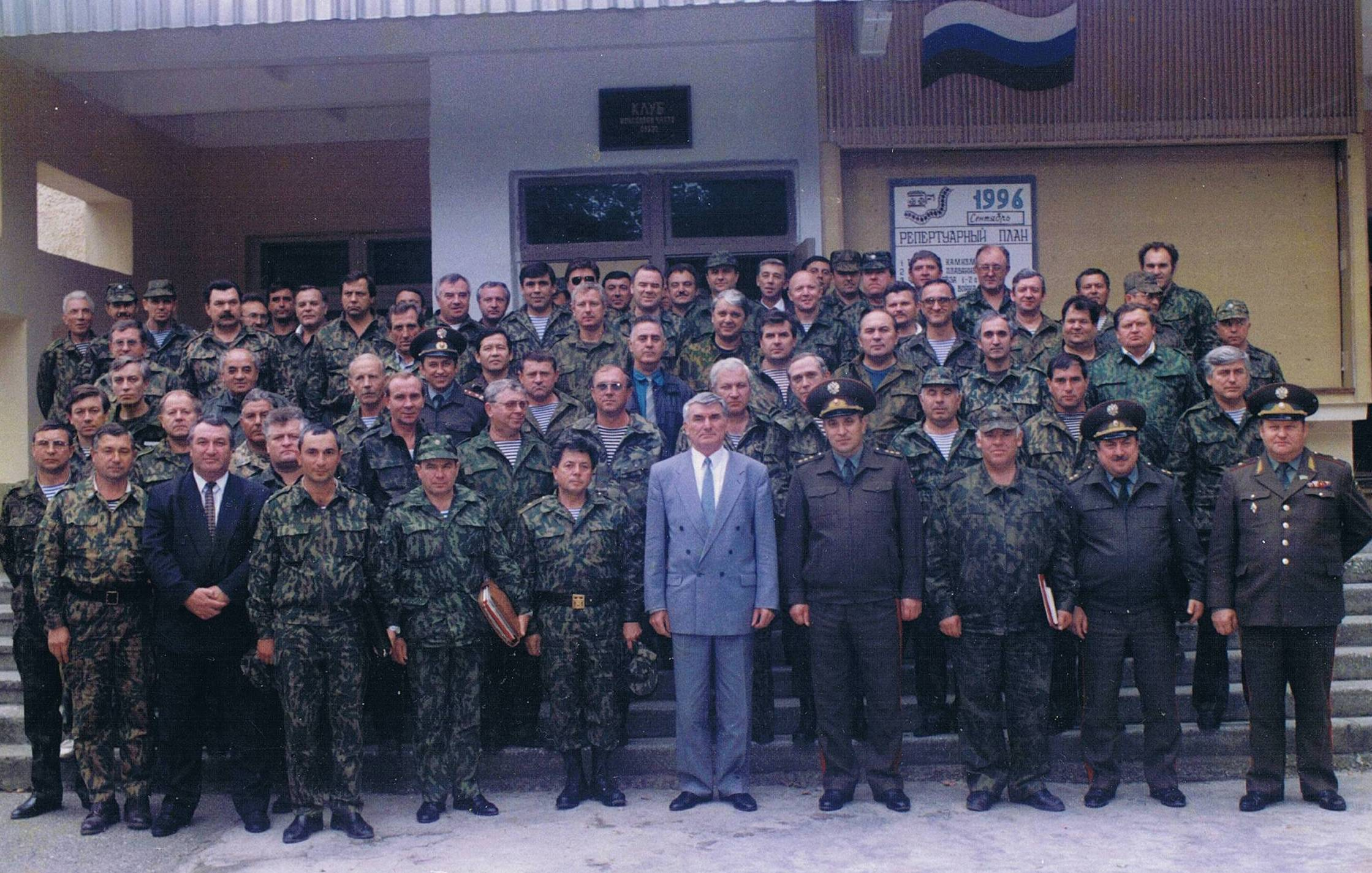
Ткачёв Н. Ф. (3-й слева) на военном сборе глав районов Адыгеи и Кубани в 9-й мсд 1996. Майкоп

Николай Фёдорович Ткачёв (род. 1 января 1949, село Великая Знаменка, Запорожская область, УССР, СССР) — советский и российский военачальник. Участник Первой и Второй чеченской войны. Начальник штаба — первый заместитель командующего войсками Сибирского военного округа (2005—2006), генерал-полковник (2003).

## Биография
Николай Фёдорович Ткачёв родился в селе Великая Знаменка Каменско-Днепровского района Запорожской области.
В 1966 году окончил 10 классов средней школы и добровольно поступил в Бакинское высшее общевойсковое командное училище имени Верховного Совета Азербайджанской ССР, которое окончил в 1970 году.

### На воинской службе
Военную службу в Вооружённых Силах СССР и Российской Федерации проходил с 11.08.1966 по 10.10.2010 года в Группе Советских войск в Германии, в Прикарпатском, Московском, Дальневосточном, Ленинградском и Северо-Кавказском военных округах на командных и штабных должностях: 11.08.1966 — 27.07.1970. Рядовой, курсант, БВОКУ, ЗакВО. Баку, Азербайджан).
После окончания училища служил командиром взвода, заместителем командира роты, командиром роты в Группе советских войск в Германии.
Начальник штаба — заместитель командира батальона, командир батальона, заместитель командира полка в Прикарпатском военном округе.
В 1983 году окончил военную академию им. М. В. Фрунзе.
С 1983 года — командир полка, начальник штаба — заместитель командира дивизии в Дальневосточном военном округе.
В 1992 году окончил Военную академию Генерального штаба Вооружённых сил Российской Федерации.

### На высших должностях

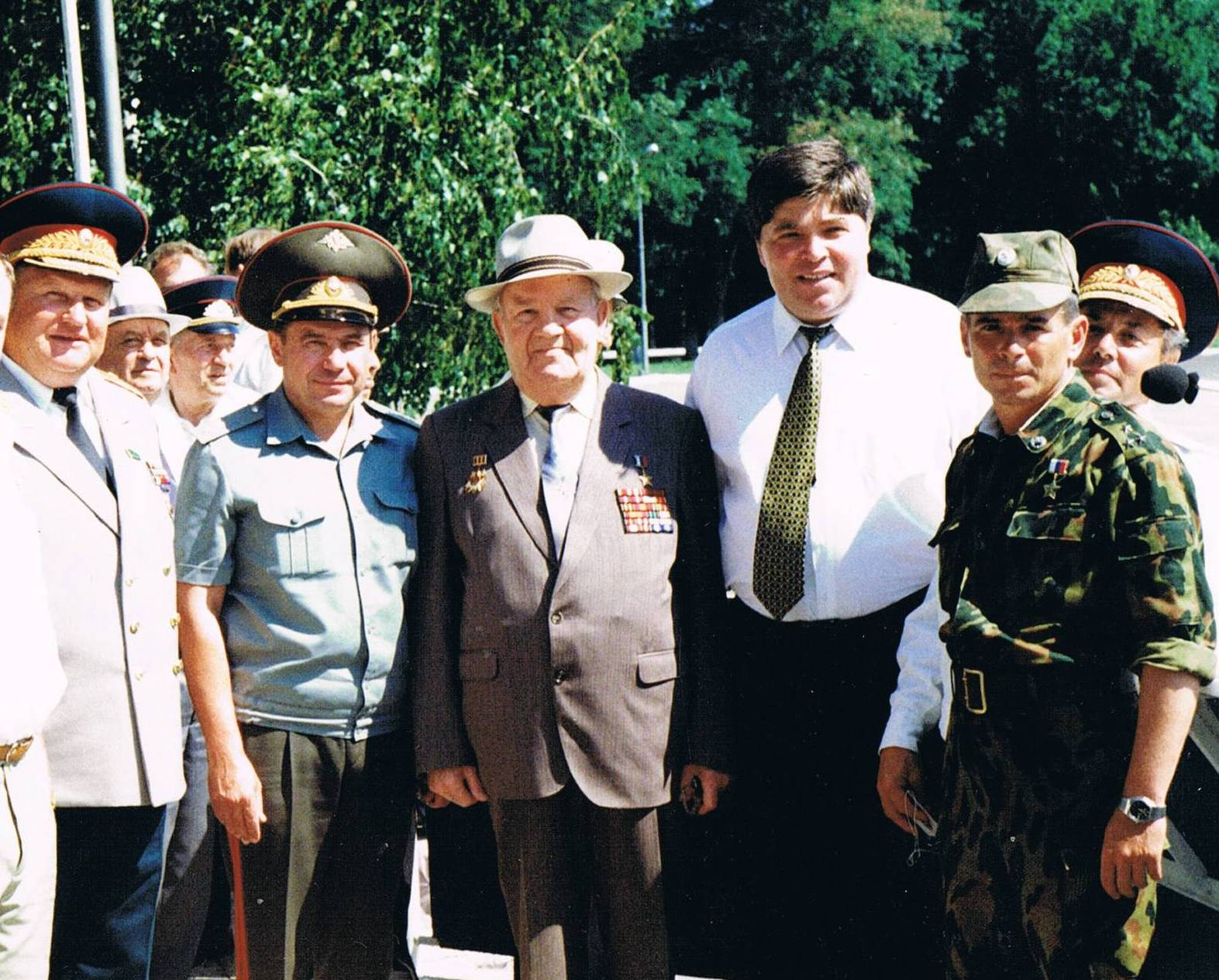
Выпускники БВОКУ генералы Дорофеев А. А., Ткачёв Н. Ф., преподаватель училища Дорофеев А. В., премьер-министр Республики Адыгея Тхаркахов М. Х., полковник Козлов O.А. и советник Президента РА по военным вопросам и делам казачества (генерал-майор запаса) К.И Черепанов на 80-летии Краснодарского Краснознамённого соединения. Майкоп 1998 год.

С 1992 года — командир дивизии в Ленинградском военном округе.
Первый заместитель командира и командир армейского корпуса в Северо-Кавказском военном округе.
Участвовал в первой и второй чеченской войнах, награждён орденами Мужества.
2000—2001 годы — начальник штаба — первый заместитель командующего войсками Уральского военного округа.
С 4 сентября 2001 года — начальник штаба — первый заместитель командующего войсками вновь образованного Приволжско-Уральского военного округа.
С 5 января 2005 по декабря 2006 года — начальник штаба — первый заместитель командующего войсками Сибирского военного округа.

### В отставке
С 2010 года в запасе.
С февраля 2011 по август 2012 года был главным военным советником в Сирии. По возвращении назначен главным инспектором Центрального военного округа.
По заявлению расследовательской группы Bellingcat (проект гражданского журналиста Элиота Хиггинса), летом 2014 года Ткачёв находился в контролируемом ЛНР городе Краснодоне, занимаясь оперативным руководством отрядов ополчения ЛНР. Bellingcat заявляла о его причастности к катастрофе Боинга под Донецком 17 июля 2014. В интервью спецкору Новой газеты Павлу Каныгину Ткачёв сообщил, что не был в Краснодоне и не знает людей с позывными «Дельфин» и «Орион».

## Семья
Женат, есть две дочери. Сестра и брат живут на Украине.

## Знаки отличия
- Орден Мужества
- Орден «За военные заслуги»
- Медаль «За укрепление боевого содружества»
- Медаль «200 лет Министерству обороны»
- Юбилейная медаль «300 лет Российскому флоту»
- Медаль «Ветеран Вооружённых Сил СССР»
- Юбилейная медаль «50 лет Вооружённых Сил СССР»
- Юбилейная медаль «60 лет Вооружённых Сил СССР»[8]
- Юбилейная медаль «70 лет Вооружённых Сил СССР»[9]
- Медаль «За безупречную службу» I степени
- Медаль «За безупречную службу» II степени
- Медаль «За безупречную службу» III степени
- Медаль «За ратную доблесть» и др.
- Иностранные награды.